# Comité national olympique de la république du Tadjikistan
Le Comité national olympique du Tadjikistan, en tadjik Кумитаи миллии олимпии Тоҷикистон, est l'institution qui coordonne les activités olympiques au Tadjikistan.  Il organise principalement la participation de l'équipe nationale du Tadjikistan aux Jeux olympiques et la diffusion de l'idée olympique, la promotion du sport et la représentation du sport tadjik dans les organisations internationales, notamment le Comité international olympique et le Conseil olympique d'Asie. 
Il est créé en 1992 et est adopté par le Comité international olympique en 1993,.
Les Jeux asiatiques de 1994 sont la première compétition internationale disputée par le Tadjikistan après son indépendance de l'URSS. Deux athlètes, Isroil Ismoilov en kumite et Khayrullo Nazriev en judo masculin moins de 86 kg remportent une médaille de bronze, 
Les athlètes tadjiks disputent pour la première fois les jeux olympiques d'été en 1996 à Atlanta.  Les Jeux olympiques de Pékin 2008 constituent la quatrième participation du pays aux Jeux olympiques et les premières médailles olympiques du pays. Rasul Boqiev remporte le bronze en judo dans la catégorie des 73 kg, et Yusup Abdusalomov remporte une médaille d'argent en lutte libre dans la catégorie des 84 kg. Les Jeux olympiques d'été de 2016 sont marqués par la première médaille d'or du pays, remportée par Dilshod Nazarov au lancer du marteau masculin.
Le Tadjikistan fait sa première apparition aux jeux olympiques d'hiver en 2002 à Salt Lake City.